# Howard Zieff
Howard Zieff (Chicago, 1927. október 21. – Los Angeles, 2009. február 22.) amerikai filmrendező.

## Élete és pályafutása
1927-ben született Los Angelesben. A második világháború után a haditengerészetnél dolgozott fényképészként. 
Az 1960-as években újszerű amerikai reklámjaival lett híres, ő készítette az Alka-Seltzer reklámspotját is. Ismertebb filmrendezői munkái közé tartozik a My Girl – Az első szerelem (1991) és a My Girl 2. – Az első igazi kaland (1994). Egyéb munkái közé tartozik a Maradok hűtlen híve (1984), az Álomcsapat (1989), illetve a Benjamin közlegény (1980) – utóbbival Goldie Hawn Oscar-jelölést kapott legjobb női főszereplő kategóriában.
Zieff a My Girl 2. megrendezése után visszavonult, egyre súlyosbodó Parkinson-kórja miatt. 2009. február 22-én, 81 évesen hunyt el egy Los Angeles-i klinikán.

## Rendezői filmográfia
| Év   | Magyar cím                        | Eredeti cím        |
| ---- | --------------------------------- | ------------------ |
| 1973 | A nagy koppanás                   | Slither            |
| 1975 | A Vadnyugat szíve                 | Hearts of the West |
| 1978 | Várlak nálad vacsorára            | House Calls        |
| 1979 | A nagy szám                       | The Main Event     |
| 1980 | Benjamin közlegény                | Private Benjamin   |
| 1984 | Maradok hűtlen híve               | Unfaithfully Yours |
| 1989 | Álomcsapat                        | The Dream Team     |
| 1991 | My Girl – Az első szerelem        | My Girl            |
| 1994 | My Girl 2. – Az első igazi kaland | My Girl 2          |

## Fordítás
- Ez a szócikk részben vagy egészben  a   Howard Zieff című angol Wikipédia-szócikk ezen változatának fordításán alapul.  Az eredeti cikk szerkesztőit annak laptörténete sorolja fel. Ez a jelzés csupán a megfogalmazás eredetét és a szerzői jogokat jelzi, nem szolgál a cikkben szereplő információk forrásmegjelöléseként.